# Deficiència de zinc

zinc

La deficiència de zinc es defineix ja sia com insuficient zinc per satisfer les necessitats del cos, o com un nivell de zinc sèric per sota del rang normal. Tanmateix, atès que una disminució de la concentració de sèrum només es detecta després de l'esgotament a llarg termini o greu, el sèrum de zinc no és un biomarcador fiable per a l'estat del zinc. Els símptomes comuns inclouen un augment de les taxes de diarrea, pneumònia i malària. La deficiència de zinc afecta la pell i el tracte gastrointestinal; i els sistemes nerviós, immunitari, esquelètic i reproductiu central.
La deficiència de zinc en els éssers humans es deu a una reducció de la ingesta dietètica, a una absorció insuficient, a una major pèrdua o a una major utilització del sistema corporal. La causa més freqüent és la reducció de la ingesta dietètica. Als EUA, la Dietària recomanada (RDA) és de 8 mg/dia per a dones i 11 mg/dia per als homes. El zinc té un paper essencial en nombroses vies bioquímiques.
La major concentració de zinc dietètic es troba a l'ostra, carn, fesols i fruits secs. Augmentar la quantitat de zinc al sòl i, per tant, en cultius i animals és una mesura preventiva efectiva. La deficiència de zinc pot afectar fins a 2 mil milions de persones a tot el món.

## Signes i símptomes
Els nous biomarcadors de zinc, com l'eritròcit LA: relació DGLA, han mostrat promeses en assaigs clínics i preclínics i s'estan desenvolupant per detectar amb més precisió la deficiència de zinc en la dieta.

### Pell, ungles i cabell
La deficiència de zinc es pot mostrar com acne, èczema, xerosi, dermatitis seborreica, o alopècia. També pot haver-hi alteracions en la cicatrització de la ferida.

### Boca
La deficiència de zinc es pot mostrar com ulceració oral no específica, estomatitis, o capa blanca en la llengua.

### Visió, olor i gust
La deficiència greu de zinc pot molestar el sentit de l'olfacte i gust. Ceguesa nocturna pot ser una característica de la deficiència de zinc greu, però la majoria dels informes sobre la ceguesa nocturna i l'adaptació fosca anormal en humans amb deficiència de zinc s'han produït en combinació amb altres deficiències nutricionals (per exemple, vitamina A).

### Sistema immunitari
La funció immunitària deficient en persones amb deficiència de zinc pot conduir al desenvolupament d'infeccions respiratòries, gastrointestinals o d'altres tipus, p. Ex., Pneumònia.

### Diarrea
La deficiència de zinc contribueix a una major incidència i gravetat de la diarrea.

### Apetit
La deficiència de zinc pot provocar pèrdua de la gana. L'ús de zinc en el tractament de l'anorèxia ha estat promogut des de 1979 per Bakan. Almenys 15 assaigs clínics han demostrat que el zinc ha millorat l'augment de pes en l'anorèxia. Un assaig de 1994 va demostrar que el zinc va duplicar la taxa d'augment de la massa corporal en el tractament de l'anorèxia nerviosa. La deficiència d'altres nutrients com la tirosina, el triptòfan i la tiamina podria contribuir a aquest fenomen de "desnutrició induïda per la malnutrició".

### Funció cognitiva i to hedònic
Les funcions cognitives, com l'aprenentatge i el to hedònic estan deteriorades amb deficiència de zinc. Les deficiències de zinc moderades i més greus s'associa a anomalies conductuals, com ara irritabilitat, letargia i depressió (p. Ex., Que impliquen anhedonia). La suplementació de zinc produeix una millora ràpida i dramàtica en el to hedònic (és a dir, el nivell general de felicitat o plaer) en aquestes circumstàncies. S'ha informat que la suplementació amb zinc millora els símptomes del TDAH i la depressió.

### Trastorns psicològics
S'ha afirmat que els nivells de zinc plasmàtics estan associats a molts trastorns psicològics. Una quantitat creixent d'evidències suggereix que la deficiència de zinc podria tenir un paper en la depressió La suplementació de zinc pot ser un tractament efectiu en la depressió major.

### Creixement
La deficiència de zinc en els nens pot provocar un creixement retardat i s'ha afirmat que és la causa del creixement menor en un terç de la població mundial.

### Durant l'embaràs
La deficiència de zinc durant l'embaràs pot afectar negativament tant a la mare com al fetus. Els estudis en animals indiquen que la deficiència materna de zinc pot alterar tant la seqüenciació com l'eficiència del procés de naixement. S'ha documentat una incidència creixent de treballs, hemorràgies, distocia i abrupció placentària difícils i prolongades, documentada en animals deficients de zinc.

### Producció de testosterona
Es requireix zinc per produir testosterona. Així, la deficiència de zinc pot conduir a una disminució de la testosterona circulant, hipogonadisme i retardada pubertat.

## Causes

### Deficiència dietària
La deficiència de zinc pot ser causada per una dieta alta en grans integrals que contenen filats, aliments que es conreen en sòls deficients de zinc o aliments processats que contenen poc o nul de zinc. Les estimacions conservadores suggereixen que el 25% de la població mundial està en risc de deficiència de zinc.

### Absorció inadequada
L'acrodermatitis enteropàtica és una deficiència de zinc heretada per la proteïna transportadora ZIP4 i dona com a resultat una inadequada absorció de zinc.

### Pèrdua incrementada
L'exercici, l'elevada ingesta d'alcohol i la diarrea augmenten la pèrdua de zinc del cos. Els canvis en l'absorbibilitat i la permeabilitat del tracte intestinal deguts, en part, a patògens virals, protozoals o bacteris també poden afavorir les pèrdues fecals de zinc.